# Westbrook (Connecticut)
Westbrook és un poble del Comtat de Middlesex (Connecticut) als Estats Units d'Amèrica.

## Demografia
Segons el cens del 2005 Westbrook tenia 6.599 habitants. Segons el cens del 2000, tenia 6.292 habitants, 2.605 habitatges, i 1.693 famílies. La densitat de població era de 154,5 habitants/km².
Dels 2.605 habitatges en un 26,5% hi vivien nens de menys de 18 anys, en un 54,1% hi vivien parelles casades, en un 7,8% dones solteres, i en un 35% no eren unitats familiars. En el 28% dels habitatges hi vivien persones soles el 12,7% de les quals corresponia a persones de 65 anys o més que vivien soles. El nombre mitjà de persones vivint en cada habitatge era de 2,39 i el nombre mitjà de persones que vivien en cada família era de 2,93.
Per edats la població es repartia de la següent manera: un 21,8% tenia menys de 18 anys, un 5,2% entre 18 i 24, un 29,2% entre 25 i 44, un 26,7% de 45 a 60 i un 17,1% 65 anys o més.
L'edat mediana era de 42 anys. Per cada 100 dones de 18 o més anys hi havia 92,7 homes.
La renda mediana per habitatge era de 57.531 $ i la renda mediana per família de 71.344 $. Els homes tenien una renda mediana de 46.889 $ mentre que les dones 32.227 $. La renda per capita de la població era de 28.680 $. Aproximadament el 2,7% de les famílies i el 5,2% de la població estaven per davall del llindar de pobresa.

## Poblacions properes
El següent diagrama mostra les poblacions més properes.